# Distrito de Eleazar Guzmán Barrón
El Distrito de Eleazar Guzmán Barrón es uno de los ocho distritos de la Provincia de Mariscal Luzuriaga, perteneciente al Departamento de Ancash, en el Perú. 

## Historia
Fue creado por Ley N° 24398, promulgada por el presidente del Congreso, Luis Alberto Sánchez , el 9 de diciembre de 1985. Su capital es el pueblo de Pampachacra, con un clima templado y cerca de la unión de los ríos Marañon y Yanamayo. Su nombre es en modo de honra al médico y científico Eleazar Guzmán Barrón, nacido en Huari.

## Sociedad y cambios
En septiembre de 2004, se inauguró la carretera Llama Pampachacra, que en la fecha ya llega al pueblo de Pumpa, que hasta la época de Velasco fue una hacienda. El distrito cuenta con colegio secundario IE ELEODORO VEGA OCAÑA Cuyo nombre honra a un personaje que gesto la creación Política del Distrito, así mismo cuenta con un centro de salud. En 2010, el obispo de Huari, Mons. Ivo Baldi, inauguró la nueva iglesia de Pampachacra.El actual alcalde, Evaristo Carranza, ha informado que ya se construyó una trocha de carretera de Pumpa hasta el río Marañon, terminando frente a Ollas(Distrito de Canchabamba, Región Huánuco), sito en la otra orilla. 
Es zona atractiva por la producción de frutas típicas, como mancaullu , paullunchu, pitajaya. Su fiesta patronal es San Nicolás de Tolentino.Sus pobladores son vinculados, muchos de ellos, familiar y socialmente con Llama, Piscobamba y Yauya. Un sector de las mujeres son de tez blanca y muy cordiales.
Citamos que el centro poblado de Pumpa, una de las haciendas hasta 1969,;actualmente, con la llegada de la carretera ha alcanzado un enorme cambio social. Algo curioso, Raimondi menciona que Pampachacra , en 1862, era una hacienda en el distrito de Piscobamba de entonces. 
La ley de creación del distrito fue validado por el IGN del Perú. Hay precisión de límites, pero no hay señalamiento de los pueblos que integran el distrito. Lo anecdótico, se ha escrito en el texto de la ley "Tacumachay", debe decir Tukumachay. Se ignora el gentilicio del oriundo del distrito. Por los años 60 del siglo XX, originalmente propusieron que el Distrito se llame John Kennedy...Por intereses personales fue cambiado.
El distrito Guzmán Barrón se ha creado con un soporte técnico de límites, debidamente precisados y mencionados, de modo 'circular'.

## Autoridades

### Municipales
2023-2026: Alcalde- Gonzalo Paulino Estrada Cipriano
- 2015-2018:
  - Alcalde: Rafael Pedro Mata Mejía
  - Regidores: Jaime Carranza Izquierdo, Hernán Arnaldo Valverde Aranda, Dalmacio Agustín Bonifacio Estrada, Angélica Feliciana Ortega Ábrego, Raúl Valverde Ramírez
- 2011-2014[2]
  - Alcalde: Evaristo Bernardo Carranza Marcos, del Movimiento independiente regional Río Santa Caudaloso (MIRRSC).
  - Regidores: Zenón Leopoldo Apestegui Araoz (MIRRSC), Jorge Vidal Izquierdo (MIRRSC), Jaime Herculano Ramírez Ocaña (MIRRSC), Elva María Ortega Flores (MIRRSC), Manuel Francisco Marcos Mancilla (Movimiento independiente Nuevo Destino).
- 2007-2010: 
  - Alcalde: José Moisés Menacho Sotomayor.

## Festividades
Los datos se han ordenado en la secuencia: pueblo, fecha, santo, danzas.
- Pampachacra	10 de septiembre	San Nicolás de Tolentino:	Huanca, Negritos, Anti Runa;
- Machí	30 de agosto	"Santa Rosa:	Auquin, Negritos, Anti runa, Huanquillas;
- Pumpa	15 de agosto	Mamita Ashu:	Huanquillas, Anti runa, Negritos, Pallas;
- Pumpa	15 de septiembre	Santa Cruz:	Anti runa, Negritos, Huanquillas;
- Ganto	16 de octubre	Santa Cruz:	Anti runa, Negritos, Yurajtushu.[3]